# Harsiese (ägyptische Mythologie)
Harsiese (auch Harsiesis) ist als Sohn der Isis in der ägyptischen Mythologie eine Nebenform des Gottes Horus. Im Alten Reich wird Harsiese im Pyramidentext 466a in Gleichsetzung des Königs (Pharao) auch als Sohn des Osiris und der Hathor bezeichnet.

## Darstellungen
Ikonografische Darstellungen sind vereinzelt erst seit dem Neuen Reich belegt. Die Attribute eines jugendlichen Gottes tauchen sporadisch in der Spätzeit auf und zeigen eine starke Zunahme in griechisch-römischer Zeit.

### Neues Reich bis zur 22. Dynastie
Im Neuen Reich wird Harsiese entweder ohne Krone falkenköpfig dargestellt oder er umfasst zwischen Isis und Osiris stehend als thronender Gott mit Sonnenscheibe auf dem Kopf beschützend seinen Vater Osiris. Von der 21. bis zur 22. Dynastie ist er als schreitende Gottheit mit der Doppelkrone in den Händen haltend zu sehen.

### 22. Dynastie bis zur griechisch-römischen Zeit
In der Spätzeit stützt Harsiese falkenköpfig gemeinsam mit Thot seinen Vater Osiris. Außerdem trägt er als ithyphallische Gottheit die Amunfederkrone, wobei im Rücken ein Falkenschwanz und über seinem erhobenen rechten Arm eine Geißel zu sehen ist, wahlweise auch mit Doppelfederkrone. Daneben ist er als auf einem Podest hockender Gott mit der Tatenenkrone abgebildet. Seit der Spätzeit wird er auch als nackter Junge mit Jugendlocke und Finger am Mund dargestellt.
In der griechisch-römischen Zeit ist Harsiese falkenköpfig stehend zu sehen, wie er ein Tablett mit Salbgefäßen trägt, wahlweise mit Reliquienbehälter in seinen Armen oder als stehender Falke auf einer Standarte. Ergänzend kommt die Abbildung als nackter Junge mit Doppelkrone, Jugendlocke und Finger am Mund hinzu, wahlweise auf einem Ei sitzend oder stehend auf einem hohen Sockel mit einem Umhang versehen. Außerdem trägt Harsiese als Harpunierer eines Nilpferdes die Atefkrone, wobei am Nilpferd  die Aufschrift Feind angebracht ist.

## Name
Sein Name bedeutet Sohn der Isis und erklärt somit seine Abstammung als Sohn des Götter- und Geschwisterpaares Osiris und Isis. Dadurch tritt Horus in den Kreis um Osiris ein, wodurch ihm innerhalb dieses Mythos um Osiris eine bedeutsame Rolle zufällt.

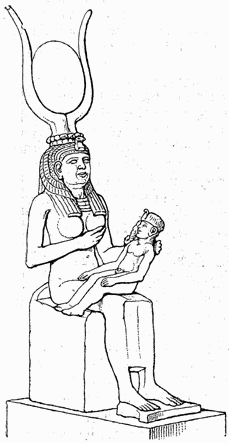
Isis und das Horuskind

## In der ägyptischen Mythologie der griechisch-römischen Zeit
In der griechisch-römischen Zeit werden die Gottheiten Sopdu, Iunmutef, Behedeti, Sobek, Sobek-Re, Min und Inpu-em-Djedu ebenfalls als Harsiese bezeichnet.
Harsiese Sohn der Isis, und kleines Kind, wurde heimlich von seiner Mutter im Papyrusdickicht auf der schwimmenden Insel von Chemmis bei Buto geboren und aufgezogen. Das Kind Horus war bei der Geburt sehr schwach und hatte fortwährend unter den Nachstellungen seines Onkels Seth zu leiden. Isis, als „die große Zauberin“ schütze jedoch ihren Sohn vor Tieren, die beißen oder stechen. Ihre Zauberkraft war zwar stark genug, um das Gift der sieben Skorpione unschädlich zu machen, aber sie selbst konnte ihren Sohn nicht heilen. Ihre Hilferufe erregten die Aufmerksamkeit von Re, auf dessen Barke sich Thot befand. Thot sprach eine Beschwörung aus und heilte so das Horus-Kind.
Horus wuchs in Buto auf und Osiris kehrte häufig aus dem Jenseits zurück, um seinen Sohn in der Kriegeskunst zu unterweisen. Er reifte zum Mann heran und war nun bereit, gegen Seth zu kämpfen und den Thron seines Vaters Osiris wieder zu gewinnen.
Hiermit beginnt der Mythos schließlich mit dem erwachsenen Horus, also nicht mehr Harsiese, dem Horus als Knaben. Mit ihm verbündeten sich viele andere Götter und Horus erhielt im Kampf gegen Seth den Titel Harendotes: Der Beschützer seines Vaters.

## Bedeutung
Harsiese wurde als Sohn von Osiris mit dem Himmelsgott Horus gleichgesetzt und es erfolgte die Vereinigung mit dem Königsbild. Besonders eng war schließlich die Verbindung von Harsiese und Min. Min, der sich selbst gezeugt hatte, fließt nicht nur mit Harsiese, sondern auch mit Osiris zusammen, worauf sich der Vorwurf von Seth begründet, Horus sei im Ehebruch gezeugt worden.
Wie Osiris, so steht auch Harsiese den Toten zur Seite und hilft ihnen gegen seine Feinde und führt die Verstorbenen (die Gerechtfertigten) dem Osiris zu.
Seit dem Mittleren Reich wurde er mit Nefertem, Horus von Letopolis und Ihi gleichgesetzt. Auch der Horus von Nechen und der Horus von Miam werden als Harsiese bezeichnet.